# Абдраимов, Матай
Мата́й Абдраи́мов (кирг. Матай Абдраимов; 1888—1954) — звеньевой колхоза имени Сталина Ленинского района Джалал-Абадской области, Киргизская ССР. Герой Социалистического Труда (1948).

## Биография
Родился в 1888 году в крестьянской семье в ауле Сакалды (ныне — Ноокенский район Джалал-Абадской области).
Трудовую деятельность начал подростком. Занимался батрачеством. В 1929 году вступил в колхоз. Позднее был избран председателем хлопководческого колхоза имени Сталина Ленинского района. Позднее был назначен звеньевым хлопководческого звена.
В 1947 году звено под руководством Матая Абдраимова собрало в среднем по 97,3 центнера хлопка с участка площадью 3 гектара. Указом Президиума Верховного Совета СССР от 26 марта 1948 года за получение высокого урожая хлопка удостоен звания Героя Социалистического Труда с вручением ордена Ленина и золотой медали «Серп и Молот».
После выхода на пенсию проживал в родном селе, где скончался в 1954 году.

## Награды
- Орден Ленина — дважды
- Орден «Знак Почёта»